# Еркимбаева, Офелия Шергазиевна
Офелия Шергазиевна Еркимбаева (20 января 1937, Кольцовка, Иссык-Кульская область — 11 августа 2017) — советский, киргизский театральный режиссёр и актриса, переводчик, либреттист. Народная артистка Киргизской Республики (2008).

## Биография
Родилась в семье советского военнослужащего и оперной певицы. Училась в средней школе (г. Фрунзе), с 3-го класса — в хореографическом училище имени Вагановой (Ленинград). Затем окончила актёрский факультет ГИТИС имени А. Луначарского в Москве, работала актрисой в Нарынском музыкально-драматическом театре.
В 1966 г. поступила на режиссёрское отделение ГИТИС и окончила его в 1971 году, после чего работала актрисой в Киргизском государственном академическом театре драмы. С 1974 г. — режиссёр в том же театре.
В спектаклях О. Еркимбаевой играли ведущие артисты 1970-х годов: Советбек Жумадылов (Эзоп в «Эзопе»; Подколесин в «Женитьбе»), Джамал Сейдакматова (Агафья Тихоновна в «Женитьбе»), Зоя Молдобаева (Кручинина в «Без вины виноватые»), Таттыбюбю Турсунбаева (Мария), Сабира Кумушалиева (Галчиха в «Женитьбе»), Гульсара Аджибекова, Эгемберди Бекболиев (Альдемаро в «Учителе танцев»), Бакен Кыдыкеева (Мать Долорес в «Матери» Чапека).

### Режиссёр
- «Эзоп» Фигейреду
- «Московская сноха» М. Тойбаева
- «Женитьба» Н. В. Гоголя
- «Мария» А. Салынского
- «Без вины виноватые» А. Н. Островского
- «Мать» К. Чапека
- «Волшебные кольца Альманзора» Тамары Габбе
- «Современник» Э. Турсунова
- «В добрый путь» М. Тойбаева
- «Учитель танцев» Лопе де Вега
- «Дом у озера» М. Токтобаева
- «Колокол вечного боя» А. Сорокина
- «Король Лир» В. Шекспира
- «Филумена Мартурано» Эдуардо де Филиппо
- «Медея» Еврипида

Государственный академический русский театр драмы им. Ч. Айтматова
- «Американская рулетка» (комедия А. Марданя)[1][2]
- «Криминальный случай» (драма М. Байджиева)[3]
- «Старая дева выходит замуж» (мелодрама М. Байджиева)[4]

Кыргызский Национальный академический театр оперы и балета им. А. Малдыбаева
- «Кошкин дом» (сказочная опера для детей П. Вальдгардта, либретто С. Маршака)[5]
- «Ай-Чурек» (опера В. Власова, А. Малдыбаева, В. Фере; либретто Д. Боконбаева, Д. Турусбекова, К. Маликова по мотивам второй части эпоса «Манас»)[6]
- «Ажал Ордуна» (музыкальная драма В. Власова, А. Малдыбаева, В. Фере)[7]
- «Служанка-госпожа» (комическая опера Д. Б. Перголези)[8]

## Награды и премии
- Народный артист Киргизской Республики (2008)[9]
- Заслуженный деятель культуры Киргизской Республики (2003)[10]
- Лауреат республиканской премии имени М. Рыскулова